# يوليا نيمان
يوليا نيمان (بالإنجليزية: Yulia Neiman)‏ (9 يوليو 1907، أوفا في روسيا - 5 فبراير 1994، موسكو في روسيا)؛ كاتِبة، مترجمة وشاعرة روسية-سوفيتية.

## الجوائز
- وسام الصداقة بين الشعوب